# Kanra
Kanra (japanska: 甘楽町?, Kanra-machi) är en landskommun (köping) i Gunma prefektur i Japan.  